# Ministero dell'aeronautica
Il Ministero dell'aeronautica è stato un dicastero del Regno d'Italia, e successivamente della Repubblica Italiana, con competenza sull'Aviazione sia militare che civile. Istituito nel 1925, fu accorpato nel 1947 al neonato Ministero della difesa insieme al Ministero della guerra e al Ministero della marina.
L'ultimo ministro in carica è stato Mario Cingolani.

## Storia

### Origini
Nel 1912, dopo la guerra italo-turca, venne istituito presso il Ministero della guerra un ispettorato aeronautico, poi divenuto direzione dei servizi aeronautici.
Il governo Orlando costituì un "Commissariato generale per l'aeronautica" presso il ministero delle Armi e munizioni e il 1º novembre 1917 fu nominato commissario il deputato Eugenio Chiesa
Nel dicembre 1917 fu costituita la direzione generale di Aviazione, affidata al colonnello Giulio Douhet che però entrò presto in rottura con Chiesa e lasciò nell'aprile del 1918. Il 24 novembre 1918, i servizi del commissariato tornavano al ministero della guerra. Il 30 giugno 1919 la direzione generale dell'aeronautica fu trasferita al ministero dei trasporti marittimi e ferroviari.
Nel suo primo gabinetto il capo del governo Mussolini il 24 gennaio 1923, istituì un Commissariato generale per l'Aeronautica, con funzioni sia militari che civili, con commissario lo stesso presidente del Consiglio e vice commissario Aldo Finzi, che preparò i provvedimenti legislativi per l'istituzione dell'Arma e del ministero autonomo.
Nominò due direttori generali: Giulio Douhet divenuto maggior generale, per l'Aeronautica militare, e il tenente colonnello Arturo Mercanti per l'Aviazione civile.
Quindi si giunse l'istituzione di una nuova forza armata, la Regia Aeronautica con il Regio decreto 28 marzo 1923 n. 645: ad essa erano affidate tutte le forze aeree militari del Regno e delle colonie, sia del Regio Esercito che della Regia Marina.
Il 14 maggio 1925 veniva abolita la carica di vice commissario per l'aeronautica e creata quella di sottosegretario di Stato all'aeronautica, cui fu nominato il generale Alberto Bonzani.

### Costituzione
Il Ministero dell'Aeronautica fu istituito il 30 agosto 1925 con il r.d.l. n. 1513, che trasformava il commissariato in ministero. Si occupava dell'Aeronautica Militare e dell'aviazione civile e vi confluivano tutti i servizi dell'aeronautica già spettanti al Ministero della guerra. Inizialmente ebbe tre Direzioni generali: Personale militare e Scuole aeronautiche, Personale civile aeronautico, Corpo del genio aeronautico.

L'ingresso del ministero nel 1939

Mussolini tenne per sé il dicastero dal 1925 al 1929 e poi dal 1933 fino alla fine del regime fascista il 25 luglio 1943, con un militare (con l'eccezione di Raffaello Riccardi), nominato sottosegretario di Stato, che era delegato alla gestione ordinaria. Dal 1929 al 1933 ministro fu Italo Balbo, già sottosegretario dal 1926, che diede un notevole impulso all'affermarsi dell'aviazione.
L'edificio del ministero, che si trova a ridosso della Città Universitaria e la Stazione Termini, è costituito dallo storico Palazzo Aeronautica. Progettato nel 1929 dall'ingegner Roberto Marino ed inaugurato nel 1931, completato dalla palazzina della ex Scuola di Guerra Aerea, dal palazzo del Circolo ufficiali dell'Aeronautica, e dal Palazzo E.S.T.O. (Edificio Servizi Tecnico Operativi) costruito negli anni ottanta.

### Soppressione
Ultimo ministro fu, nel primo governo della repubblica (De Gasperi II), Mario Cingolani, fino a quando col decreto nº 17 del capo provvisorio dello stato del 4 febbraio 1947, il governo De Gasperi III ne dispose l'accorpamento insieme al Ministero della guerra ed al Ministero della marina nel nuovo Ministero della difesa.
Questo mantenne inizialmente la direzione generale dell'Aviazione civile e del traffico aereo fino a quando le competenze per l'aviazione civile andarono nel 1963 al Ministero dei trasporti e dell'aviazione civile.

## Organizzazione
Questa l'organizzazione del ministero nel 1942:
- gabinetto del ministro,
- direzione generale del personale militare,
- direzione generale del personale civile e degli affari generali,
- direzione generale dei servizi del materiale e degli aeroporti,
- direzione generale delle costruzioni e degli approvvigionamenti,
- direzione superiore degli studi e delle esperienze,
- direzione generale dell'aviazione civile e del traffico aereo,
- direzione generale delle armi e delle munizioni,
- direzione generale del demanio,
- direzione generale del commissariato militare,
- ispettorato delle telecomunicazioni e dell'assistenza al volo,
- ispettorato di sanità,
- ispettorato del genio aeronautico e della produzione aeronautica.

## Lista dei ministri
- Ministri dell'aeronautica del Regno d'Italia